# Greifensee
Greifensee es una comuna suiza del cantón de Zúrich, situada en el distrito de Uster. Tenía una población estimada, a fines de 2020, de 5307 habitantes.
Limita al norte con la comuna de Volketswil, al este y sureste con Uster, al sur y suroeste con Maur, al oeste con Fällanden y al noroeste con Schwerzenbach.